# São João da Lagoa (ort)
São João da Lagoa är en ort i Brasilien.   Den ligger i kommunen São João da Lagoa och delstaten Minas Gerais, i den sydöstra delen av landet, 400 km öster om huvudstaden Brasília. São João da Lagoa ligger 831 meter över havet och antalet invånare är 4 659.
Terrängen runt São João da Lagoa är lite kuperad, och sluttar västerut. Närmaste större samhälle är Coração de Jesus, 18,7 km norr om São João da Lagoa.
Omgivningarna runt São João da Lagoa är huvudsakligen savann. Runt São João da Lagoa är det mycket glesbefolkat, med 5 invånare per kvadratkilometer.